# Коныртобе (могильник)
Коныртобе (каз. Қоңыртөбе; также известен под названиями Мардан, Мардан-Куик и Конуртобе) — могильник в Отрарском районе Туркестанской области Казахстана. Памятник истории и культуры местного значения Туркестанской области. Один из наиболее изученных объектов Отрарского оазиса.

## Общие сведения
Некрополь располагается в 0,3—0,4 км к западу от городища Мардан-Куик. Неподалёку располагались и другие древние города Отрарского оазиса — Алтынтобе и Жалпактобе.
Наиболее вероятная датировка могильника — III—V века. По другим данным, первые погребения датированы II веком либо даже I веком до н. э., а наиболее поздние — первой половиной VIII века. Основателями некрополя считаются жители государства Кангюй.
Площадь занимаемой территории составляет 12—13 га. Ключевым объектом некрополя является овальный холм площадью 45×35 м с плоской вершиной высотой 2,5 м. Внутри холма выявлено около 90 погребений, расположенных вплотную друг к другу и залегающих на глубине от 0,4 до 1,5 м от вершины холма. Длина погребальных камер варьируется от 1,8 до 2,2 м, ширина — от 0,6 до 0,75 м. Некоторые камеры в нижней части обложены кирпичом-сырцом.
При погребении тело, как правило, укладывалось на спину (однако обнаружено несколько тел, уложенных на бок) на органическую подстилку, к настоящему времени полностью разложившуюся. В ноги или в изголовье ставился керамический кувшин, иногда на него сверху ставилась кружка. Рядом укладывались кости передней ноги овцы с лопаткой. В некоторых случаях на черепах лежат тонкие медные пластины длиной 8—10 см и шириной 3—5 см, вероятно прикрывавшие губы и глаза покойников. Мужские скелеты обычно ориентированы на северо-северо-восток, а мужские — на юго-юго-восток. Детей обычно хоронили в лежащих на боку хумах, в некоторых случаях вместе с женскими погребениями.
Инвентарь мужских и женских погребений различается достаточно существенно.

## Погребальный инвентарь
Кувшины, присутствующие в 90 % погребений, либо обладают высотой 75—85 см и выполнялись с носиком, либо обладают высотой до 70 см и не имеют носика. Верхняя часть украшена рифлением. Кувшины покрыты красным ангобом, реже чёрным или тёмно-коричневым. Аналогичные находки типичны для присырдарьинских памятников первой половины I тысячелетия н. э..
В мужских погребениях обнаружены железные и бронзовые пряжки поясов, железные кинжалы примитивной формы с длиной клинка 30—40 см, короткие ножи и наконечники стрел, костяные детали луков. В женских погребениях найдены бусы из различных материалов (горный хрусталь, сердолик, гагат, коралл, янтарь, стекло), сурьматаши с кусочками графита, бронзовые амулеты в виде фигурок козлов, бронзовые зеркала, костяные шпильки для волос с фигурными головками, короткие железные ножи. Детские погребения сопровождались небольшими глиняными кружечками, а на скелетах встречаются бусины и подвески из ракушек каури.
Среди примечательных находок — пряжка пояса из нефрита и бронзы, керамическая бусина в форме кувшинчика, бронзовые и серебряные серьги, украшенная зернью серебряная подвеска с вставкой из граната. Кроме того, в одном погребении найдены халцедоновые печатки с различными изображениями, привезённые из Ирана.

## Палеогенетика
У представителей отрарской культуры из могильника Коныртобе, живших во II—V веках определили митохондриальные гаплогруппы U5a1a1, I1c1, T2g1a, W3a1 и Y-хромосомные гаплогруппы L1a2 (L-M357), E1b1b1a1b1a (E-V13), J2a1h2 (J-L25).

## Исследования и охранный статус
Объект неоднократно посещался Южно-Казахстанской комплексной археологической экспедицией. В 1988—1989 годах активно проводились раскопки.
Могильник входит в список археологических памятников истории и культуры местного значения Туркестанской области Казахстана.